# Andrew Shoukry
Andrew Wagih Shoukry, né le 25 septembre 1990 au Caire, est un joueur professionnel de squash représentant l'Égypte. Il atteint en mars 2013 la 48e place mondiale sur le circuit international, son meilleur classement. 
Il sort des qualifications au championnat du monde 2014 et rencontre au premier tour la tête de série no 1 Grégory Gaultier. Il mène deux jeux à zéro avant de s'incliner en cinq jeux.